# Швеція на Дитячому пісенному конкурсі Євробачення
Швеція на Дитячому пісенному конкурсі Євробачення брала участь одинадцять разів з 2003 по 2014 рік, за винятком 2008-го. Першими представниками країни на конкурсі стали The Honeypies з піснею «Stoppa Mig» (Зупини мене), що посіли 15 місце. Кращий результат на Дитячому Євробаченні Швеції принесла пісня «Det Finaste Någon Kan Få» (Найкраще, що кожен може отримати), яку виконала Моллі Санден, що зайняла 3 місце з 116 балами на конкурсі 2006 року. Після відмови від участі у 2015 році країна більше не брала участі на Дитячому Євробаченні.

## Учасники
Умовні позначення
     Переможець
     Друге місце
     Третє місце
     Четверте місце
     П'яте місце
     Останнє місце
| Рік  | Місце проведення | Учасник         | Пісня                                                         | Місце | Бали |
| ---- | ---------------- | --------------- | ------------------------------------------------------------- | ----- | ---- |
| 2003 | Копенгаген       | The Honeypies   | «Stoppa Mig» (Зупини мене)                                    | 15    | 12   |
| 2004 | Ліллегаммер      | Limelights      | «Varför jag?» (Чому я?)                                       | 15    | 8    |
| 2005 | Гасселт          | M+              | «Gränslös Kärlek» (Безумовна любов)                           | 15    | 22   |
| 2006 | Бухарест         | Моллі Санден    | «Det Finaste Någon Kan Få» (Найкраще, що кожен може отримати) | 3     | 116  |
| 2007 | Роттердам        | Фріда Санден    | «Nu Eller Aldrig» (Зараз або ніколи)                          | 8     | 83   |
| 2009 | Київ             | Міммі Санден    | «Du» (Ти)                                                     | 6     | 68   |
| 2010 | Мінськ           | Йозефіна Ріддел | «Allt Jag Vill Ha» (Все, що я хочу)                           | 11    | 48   |
| 2011 | Єреван           | Ерік Рапп       | «Faller» (Падіння)                                            | 9     | 57   |
| 2012 | Амстердам        | Лова Сеннербо   | «Mitt Mod» (Моя мужність)                                     | 6     | 70   |
| 2013 | Київ             | Еліас           | «Det är dit vi ska» (Ось куди ми йдемо)                       | 9     | 46   |
| 2014 | Марса            | Юлія Кедхаммар  | «Du är inte ensam» (Ти не один)                               | 13    | 28   |